# دييغو فيانا
دييغو فيانا (بالبرتغالية: Diego Sehnem Viana‏) (5 مايو 1983 في البرازيل - ) هو لاعب كرة قدم برازيلي في مركز الهجوم. لعب مع جمعية بورتوغيزا الرياضية وغرويتر فورت ونادي أفاي لكرة القدم ونادي غروديغ ونادي كريسيوما و1. Wiener Neustädter SC ‏ وClube Atlético Metropolitano ‏ وFC Lustenau 07 ‏ وفيينا سبورت كلوب ‏.

## وصلات خارجية
- دييغو فيانا على موقع قاعدة بيانات كرة القدم.إي يو (الإنجليزية)
- دييغو فيانا على موقع بيانات كرة القدم. دي إي (الألمانية)
- دييغو فيانا على موقع Soccerway.com (الإنجليزية)